# Svetlana Sourtseva
Pour les articles homonymes, voir Akoulova.
Svetlana Sergueïevna Sourtseva (en russe : Светлана Сергеевна Сурцева) (née Akoulova le 10 avril 1984 à Tcheliabinsk) est une ancienne joueuse de volley-ball russe. Elle mesure 1,81 m et jouait au poste de passeuse. Sa sœur Marina Akoulova est également joueuse de volley-ball.

## Clubs
| Club                | De        | À         |
| ------------------- | --------- | --------- |
| Avtodor-Metar       | 1999-2000 | 2000-2001 |
| AES Balakovo        | 2001-2002 | 2007-2008 |
| Leningradka         | 2008-2009 | 2009-2010 |
| Dynamo-Yantar       | 2010-2011 | 2010-2011 |
| Dinamo Krasnodar    | 2011-2012 | 2012-2013 |
| VK Tioumen          | 2013-2014 | 2013-2014 |
| Proton Balakovo     | 2014-2015 | 2014-2015 |
| Zaretchie Odintsovo | oct 2015  | nov 2015  |
| Dinamo Krasnodar    | 2015-2016 | 2016-2017 |

## Palmarès
- Challenge Cup
  - Vainqueur : 2013.
- Coupe de la CEV
  - Vainqueur : 2016.
  - Finaliste : 2005.
- Coupe de Russie
  - Vainqueur : 2015.